# Дзета¹ Скорпиона
Дзета1  Скорпиона (ζ1 Scorpii, ζ1 Sco) — звезда-гипергигант спектрального класса B  в южном зодиакальном созвездии Скорпиона. Обладает видимой звёздной величиной, меняющейся в пределах от  4,66 до 4,86. Входит в состав ассоциации OB1 в Скорпионе,
и в состав рассеянного скопления NGC 6231, также называемого северной шкатулкой с драгоценностями. Масса данной звезды превышает массу Солнца в 36 раз. Дзета Скорпиона является одной из наиболее ярких звёзд, известных в Галактике: по оценкам болометрическая светимость превышает светимость Солнца в  850000 раз, радиус превышает солнечный в 103 раза.
Звёздный ветер данной гигантской звезды выбрасывает вещество звезды со скоростью 1,55 × 10−6 масс Солнца в год, что эквивалентно массе Солнца за 640 тысяч лет.
ζ1 Скорпиона образует различимую невооружённым глазом двойную звезду с  ζ2 Скорпиона, но эти звёзды почти по случайности оказались близко на луче зрения.  ζ2 Скорпиона находится на расстоянии около  155 световых лет от Солнца и является существенно менее яркой.  ζ1 Скорпиона можно отличить от  ζ2 по более оранжевому оттенку последней, особенно хорошо различимому на снимках с длительной экспозицией.
ζ1 Скорпиона является кандидатом на отнесение к классу ярких голубых переменных, поскольку обладает характерной светимостью и деталями спектра, но пока не проявляет присущей данному классу объектов переменности. Данную звезду относили к "спящим" или экс-переменным типа S Золотой Рыбы.